# 森永卓郎 朝はニッポン一番ノリ!
森永卓郎 朝はニッポン一番ノリ!（もりながたくろう あさはニッポンいちばんノリ!）は、ニッポン放送で2005年3月28日から2006年3月31日まで放送されていたラジオ番組。午前5:00 - 8:30までの3時間、ニッポン放送4階の第3スタジオ（通称 レトロスタジオ）から生放送。

## 概要
本番組は前番組『森永卓郎の朝はモリタク!もりだくSUN』と『塚越孝 朝刊フジ』の放送時間をそれぞれつなぎ合わせ、拡大させたものである。番組方針としては、『高嶋ひでたけのお早よう!中年探偵団』の「朝のニュースや情報はラジオで」と『朝はモリタク!もりだくSUN』の「リスナーと同じ目線で」、さらに『垣花正のニュースわかんない!?』の「誰にでもわかりやすいニュースを伝える」を目指した。
2006年3月31日で終了し、同年4月3日からは『森永卓郎と垣花正の朝はニッポン一番ノリ!』が始まった（番組名にもう1人のパーソナリティの名前の「垣花正」が付いた）。
エンディング音楽は開始当初はザ・ビートルズの「All together now」であったが、2005年8月1日からは馬場俊英の「BOYS ON THE RUN（ボーイズ・オン・ザ・ラン）」に変わった。

## 出演者
メインパーソナリティ
- 森永卓郎（経済アナリスト）

パートナー
- 垣花正（当時ニッポン放送アナウンサー）

アシスタント
- 増田みのり（当時ニッポン放送アナウンサー、2005年3月28日 - 7月29日）
- 那須恵理子（当時ニッポン放送アナウンサールーム長、2005年8月1日 - 2006年3月31日）

コメンテーター
- 月・火曜日:須田慎一郎（ジャーナリスト）
- 水曜日:高橋和夫（放送大学助教授）
- 木曜日:中原英臣（山野美容芸術短期大学教授）
- 金曜日:週代わり
  - 大野元裕
  - 浅川博忠
  - 神浦元彰
  - 浜田和幸

リポーター
- 最所千加子（TOYOTA 飛び出せ街かど天気予報晴々キャスター）

## タイムテーブル
- 5:00　オープニング
- 5:03　朝一番の天気予報（担当:最初千加子）
- 5:05　朝一番のニッポン放送ニュース
- 5:09　朝いち朝刊一番ノリ!
- 5:16　交通情報
- 5:17　スポーツニュース
- 5:23　心のともしび
- 5:28　ニッポン放送ニュース
- 5:30　ニッポン放送天気予報
- 5:31　交通情報（九段センター）
- 5:32　よくばり健康朝いちばん（コメンテーター…吉祥寺セントラルクリニック院長・矢端正克）
- 5:38　中年エレジー
- 5:45　おはようリビング
- 5:50　おたより一番ノリ!

- 6:00　今朝一番の話題はこれだ!
- 6:03　ニッポン放送ニュース
- 6:05　今朝一番のスポーツニュースはこれだ！
- 6:07　そのほかのスポーツニュース
- 6:11　ニッポン放送天気予報
- 6:12　交通情報（九段センター）
- 6:15　朝刊まるごと一番ノリ!
- 6:20　エンタメ情報局
- 6:28　リビングリピート
- 6:30　産経新聞ニュース（担当：報道部デスク、曜日別）
- 6:35　朝刊クローズアップ
- 6:42　飛び出せ街かど天気予報
- 6:47　交通情報（警視庁）
- 6:50　スポーツ新聞一番ノリ!

- 7:00　ニュース一番ノリ!
- 7:03　ニッポン放送ニュース
- 7:08　交通情報（警視庁）
- 7:10　なるほど!ニュースネットワーク（全国ネット）
- 7:24　スポーツ人間模様
- 7:30　森永卓郎 経済提言（ニッポン放送 ポッドキャスティングステーションでも配信）
- 7:34　交通情報（警視庁・首都高）
- 7:36　那須恵理子のお便り紹介
- 7:38　ハッピーモーニング・鈴木杏樹のいってらっしゃい
- 7:45　ラジオナビ痛快!森永総研
- 7:57　交通情報（警視庁）

- 8:00　8時のトーク
- 8:01　ニッポン放送ニュース
- 8:05　おたよりニッポンいち
- 8:10　天気予報
- 8:13　朝はコレだね リクエスト一番ノリ!
- 8:20　インフォメーションダッシュ
- 8:25　交通情報（警視庁）
- 8:28　お便り当選者の発表
- 8:29　エンディング（CM無しで『うえやなぎまさひこのサプライズ!』に接続）

## 特別編成
- 2005年9月11日、第44回衆議院議員選挙の開票番組として、21:30 - 25:30にニッポン放送報道特番『泣いて笑って勝つのはどっちだ? 森永卓郎 選挙はつらいよ!開票スペシャル』として放送する予定だったが、急遽『自民圧勝!どうなるニッポン? 森永卓郎 選挙はつらいよ!開票スペシャル』として放送することになった。この番組には那須は出演しなかった。
- 2006年2月20日 - 2月24日には、『森永卓郎と垣花正 朝からトリノオリンピック一番ノリ!』として、トリノオリンピック情報を前面に出した放送を行った。